# 莱斯泰尔
莱斯泰尔（法語：L'Estère，發音：[lɛstɛʁ]）是海地阿蒂博尼特省戈納伊夫區的市镇，总面积176.24平方千米，2015年人口45159。